# Ласло Шароши (фудбалер)
Ласло Шароши (мађ. Sárosi László; Будимпешта, 27. фебруар 1932 — Будимпешта, 2. април 2016) био је мађарски фудбалер и тренер.
Током клупске каријере играо је за Вашаш. За фудбалску репрезентацију Мађарске играо је 46 пута од  1957. до 1965. године, а учествовао је на ФИФА-ином светском првенству 1958., ФИФА-ином светском првенству 1962. и Купу европских нација 1964. године.